# Angelo Messedaglia
Angelo Messedaglia est un économiste et homme politique italien, né à Villafranca di Verona (Province de Vérone) le 2 novembre 1820, et mort à Rome le 5 avril 1901 .

## Biographie
Angelo Messedaglia est né à Villafranca di Verona, en 1820, dans le royaume de Lombardie-Vénétie. Il a fait ses études universitaires en droit à l'université de Pavie où il est nommé professeur adjoint en 1845, puis, en 1848, professeur dans l'enseignement privé de Vérone. Il a publié en 1851 un livre intitulé De la nécessité d'un enseignement spécial politique et administratif.
Il soutient le Risorgimento et dénonce la répression autrichienne contre la population véronaise.
Il tombe gravement malade en 1855. En 1858, il est nommé professeur à Padoue.
La Vénétie est annexée par le royaume d'Italie en 1866. Il est membre de la chambre des députés entre 1866 et 1882. Il est nommé sénateur de la Couronne en 1883. En tant que parlementaire, il a publié un rapport sur le budget de l'instruction publique, en 1869, sur le cadastre et l'impôt foncier de 340 pages, en 1884,.
Il est professeur à l'université de Rome en 1877.
Il a publié des traductions d'œuvres littéraires de Longfellow et de Moore, fait des comptes-rendus d'ouvrages de physique et d'hydraulique étrangers, la traduction d'ouvrages de mécanique céleste allemands.
Il a publié des études économiques dans des revues sur :
- ses vues et ses opinions concernant l'économie politique et la science,
- la critique de Malthus,
- la monnaie et le crédit,
- la science des finances.

Angelo Messedaglia est un esprit positif et scientifique. Dans Della Scienza nelle esta mostra (1873) il écrit : « La science caractériqe notre siècle ; par ses applications pratiques, elle a révolutionné les sociétés modernes. Mais ce serait une grave erreur de ne voir en elle qu'une pratique, qu'une technique. Dans la culture scientifique moderne, ce que je considère comme le plus important, comme la conditionn essentielle sur laquelle tout le reste repose, c'est le culte de la science pure, de la science en elle-même ».
Angelo Messedaglia a proposé deux définitions de l'économie politique :
- science de la richesse qui est formée par les objets qui satisfont nos besoins,
- science du travail : « l'économie politique» étudie les lois selon lesquelles le travail, au point de vue naturel et économique, forme les conditions extérieures de l'existence et du progrès de la civilisation ».

## Publications principales
- A. Messedaglia, Statistica morale dell'Inghilterra comparata alla statistica morale della Francia di M.A. Guerry: relazione critica, Venezia, G. Antonelli, 1865
- A. Messedaglia, L'imperatore Diocleziano e la legge economica del mercato: una lezione di più, Venezia, Tip. del commercio, 1866
- A. Messedaglia, La statistica e i suoi metodi, Roma, 1872
- E.W. Longfellow - T. Moore - ed altri, Alcune poesie, Traduzioni di A. Messedaglia, Torino, E. Loescher, 1878
- A. Messedaglia, L'insegnamento politico-amministrativo: discorso, Roma, Civelli, 1880
- A. Messedaglia, L'economia politica in relazione colla sociologia e quale scienza a sé: discorso, Roma, f.lli Pallotta, 1891

## Distinctions
- Grand officier de l'Ordre des Saints-Maurice-et-Lazare.
- Grand officier de l'Ordre de la Couronne d'Italie.
- Chevalier de l'Ordre civil de Savoie.